# Apoxyria apicata
Apoxyria apicata là một loài ruồi trong họ Asilidae. Apoxyria apicata được Schiner miêu tả năm 1866. Loài này phân bố ở vùng Tân nhiệt đới.